# Чернорукий гиббон
Чернорукий гиббон или быстрый гиббон (лат. Hylobates agilis) — вид приматов из семейства гиббоновых. Обитает в Индонезии на острове Суматра, в Малайзии и Таиланде. Международный союз охраны природы рассматривает вид как находящийся под угрозой из-за разрушения среды обитания и браконьерства. В ряде источников изданных до середины XX века чернорукий гиббон описывается как суматрская обезьяна или ваувау.

## Описание
Шерсть варьируется по цвету от чёрного до красно-коричневого. На бровях светлые отметины, самцы имеют белые или светло-серые щёки. Самцы несколько крупнее самок. Вес от 4 до 6 кг, в среднем 5 кг, хотя в неволе могут достигать 8 кг. Длина тела от 44 до 63,5 см. Хвост отсутствует, как и у остальных гиббонов.

## Поведение
Живут в кронах деревьев, передвигаясь на руках при помощи брахиации. Живут отдельными парами, защищая свою территорию от других пар с помощью развитой системы звуков и жестов. Рацион преимущественно состоит из фруктов, иногда также включает листву деревьев, цветы и насекомых.
Беременность длится семь месяцев, после чего самка приносит одного детёныша. До достижения двухлетнего возраста вскармливание грудное. Половая зрелость наступает в 8 лет, после чего молодой гиббон покидает родителей в поисках пары.

## Распространение и среда обитания
Обитают на Суматре к юго-востоку от озера Тоба и реки Сингкил, также существует небольшая популяция на Малайском полуострове и на юге Таиланда возле границы с Малайзией.

## Классификация
Обычно подвиды не выделяются, однако некоторые эксперты рассматривают две формы чернорукого гиббона:
- Горный чернорукий гиббон, Hylobates agilis agilis
- Равнинный чернорукий гиббон, Hylobates agilis unko